# Théâtre des jeunes Éleves

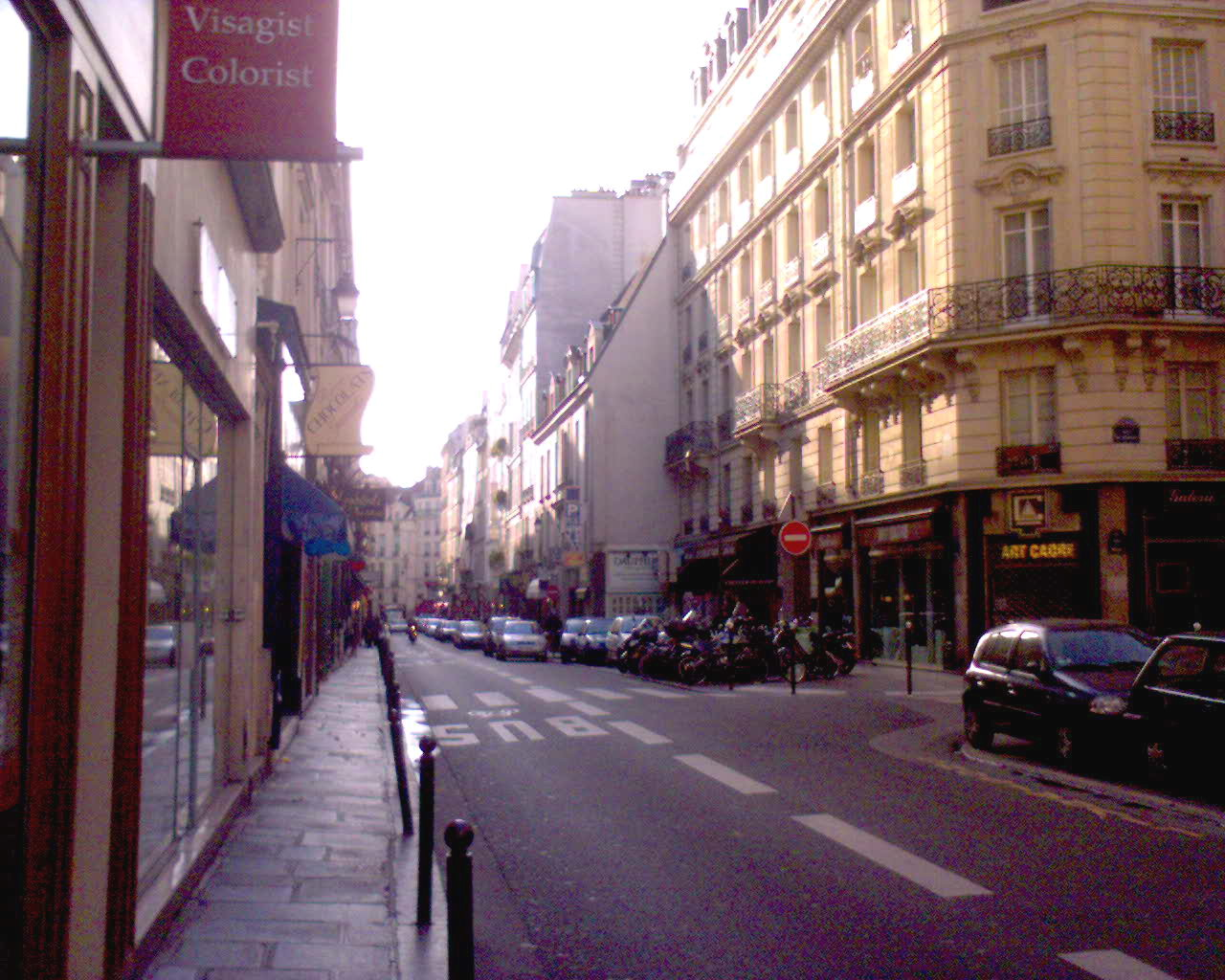
Rechts das heutige Gebäude Rue Dauphine 24 in Paris

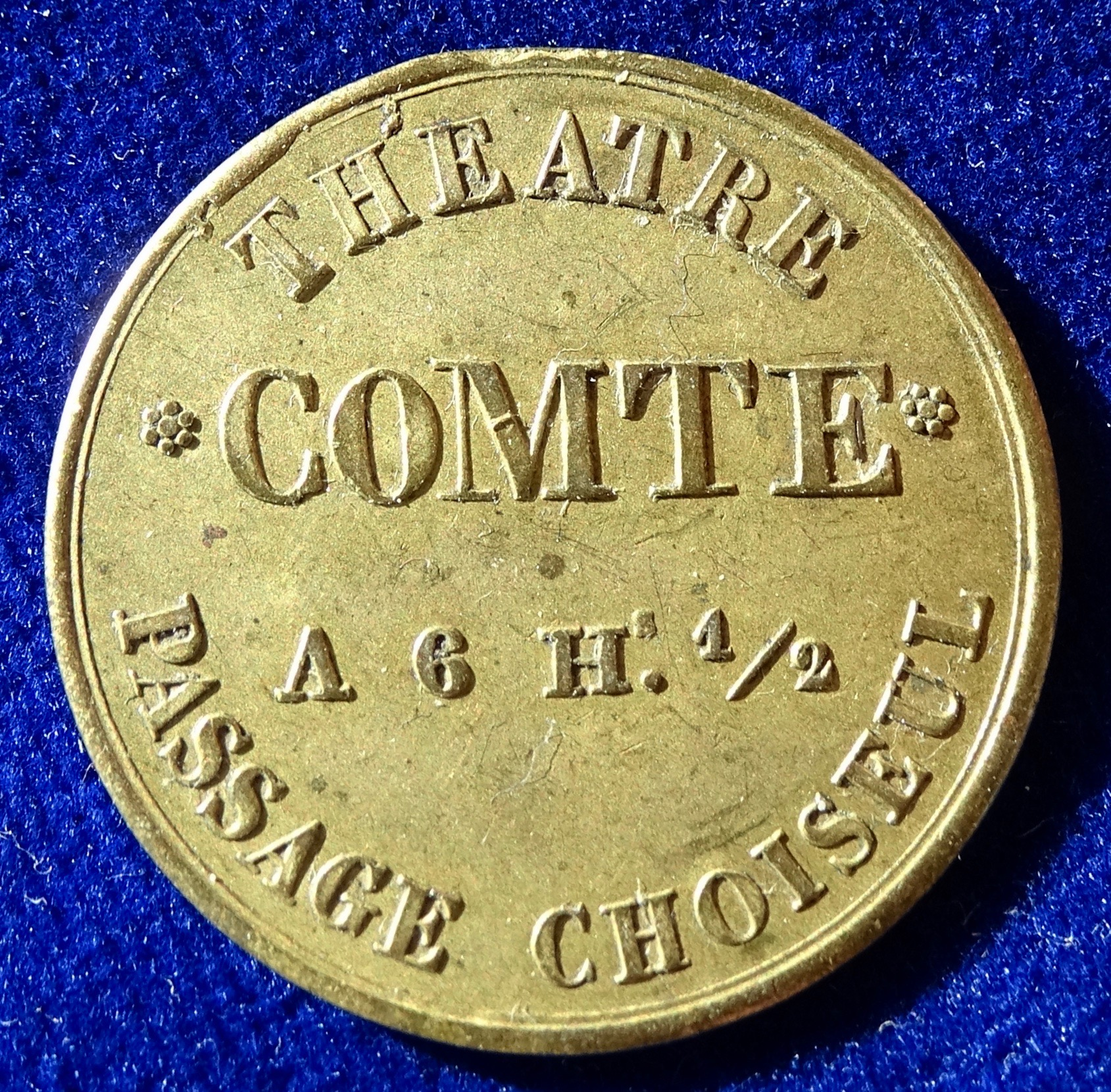
Wertmarke für ein Familienabonnement (Vorderseite)

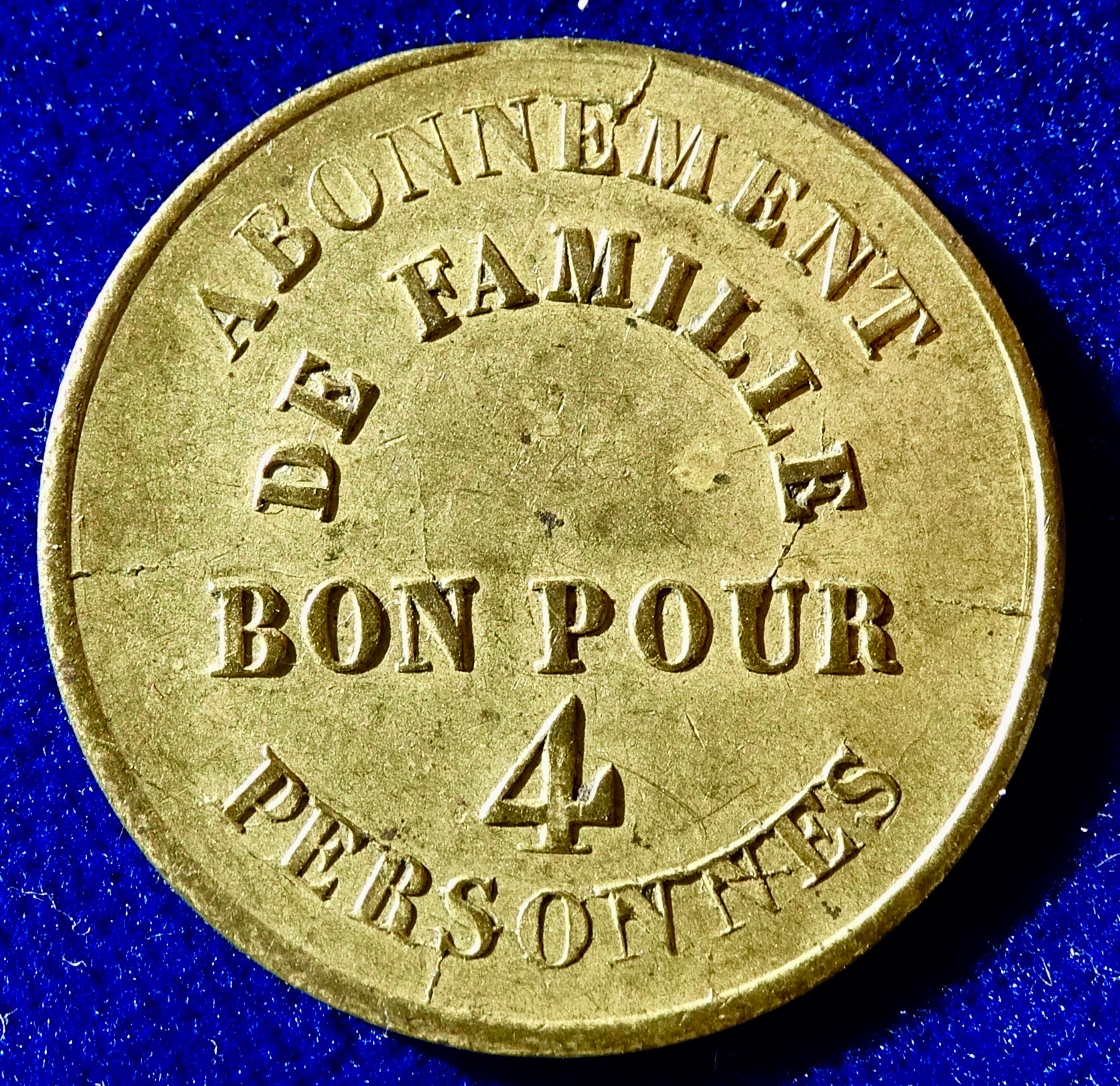
Wertmarke für ein Familienabonnement (Rückseite)

Das Théâtre des jeunes Éleves war ein 1799 gegründetes Theater in Paris, dessen Schauspieler Kinder im Alter zwischen fünf und sechzehn Jahren waren. Die erste Spielstätte befand sich an der Rue Dauphine 24, die damals noch den Namen rue de Thionville trug.

## Geschichte
Das erste Gebäude wurde von einem Architekten namens Metzinger erbaut. Der kleine Saal hatte jeweils links und rechts zwei übereinander angeordnete Logen sowie zwei Logen an der der Bühne gegenüberliegenden Seite. Das Parkett teilte sich den Platz mit dem Orchestergraben. 
Der Schauspieler Belfort war der Eröffnungsdirektor. Kurze Zeit später wurde Constant Tiby, der ein Theater in Genf betrieben hatte, Teilhaber. Der Schauspieler Dorfeuille unterrichtete die Kinder am Théâtre des Délassements–Comiques, das am Boulevard du Temple lag. Der Dramatiker Benoît Pelletier-Volméranges, der ebenfalls Teilhaber war, betrieb gleichzeitig das Théâtre Mareux und ließ Teile des Kinderensembles auch dort auftreten.
Gegeben wurde die ganze Bandbreite der damaligen Bühnenstücke, von Tragödien über komische Opern bis zu pantomimischem Ballett.
Ende 1805 gaben Belfort und Tiby das Theater an die Schauspielerin Duport und den Vaudevillisten Maxime de Redon ab, die das Haus jedoch nur bis 1807 führen konnten, da der Spielbetrieb auf kaiserliche Anordnung untersagt wurde. Die Truppe tourte dann unter dieser Leitung durch die Provinz.  
Louis Comte erhielt 1809 die Erlaubnis, das Theater wieder zu eröffnen, und führte die Tradition mit Kinderschauspielern bis 1817 in diesem Haus fort. Dann erhielt Comte die Erlaubnis, einen größeren Saal an der Rue du Mont-Thabor zu eröffnen, aber unter der Auflage, die jungen Schauspieler als Schattentheater hinter einem Gazevorhang agieren zu lassen. 1820 wechselte Comte nochmals die Spielstätte und mit einer Zwischenstation fand er einen Saal in der Passage des Panoramas. 1827 endlich zog das Theater in die Passage de Choiseul. Comte nannte das Theater von nun an Théâtre des jeunes Éleves de M. Comte oder kurz Théâtre Comte. Dann setzte sich Comte im Jahr 1855 zur Ruhe und das Ensemble löste sich auf. In diesem Saal eröffnete das Théâtre des Bouffes-Parisiens, das hier bis heute besteht.
Aus dem Ensemble gingen viele bekannte Schauspieler hervor. Die Schauspielerin Virginie Déjazet hatte dort 1803 ihr Bühnendebüt. Weiterhin entstammten beispielsweise die Schauspieler Atala Beauchêne, Clarisse Miroy, Francisque jeune, Émile Taigny und Hyacinthe dem Kinderensemble.
Die erste Spielstätte wurde bereits 1826 abgerissen und durch ein großes Wohnhaus ersetzt.

## Stücke (Auswahl)
- René Perin: Tous les Niais de Paris, ou le Catafalque de Cadet Roussel
- Nicolas Edme Restif de la Bretonne: Le Paysan Perverti: Ou Les Dangers de La Ville, digitalisat
- Benoit Pelletier-Volmeranges: Clemence Et Waldemar, Ou Le Peintre Par Amour, digitalisat